# Taxithelium distichophyllum
Taxithelium distichophyllum là một loài rêu trong họ Sematophyllaceae. Loài này được (Hampe ex Dozy & Molk.) Broth. mô tả khoa học đầu tiên năm 1901.